# Hoplia lurida
Hoplia lurida är en skalbaggsart som beskrevs av Moser 1918. Hoplia lurida ingår i släktet Hoplia och familjen Melolonthidae. Inga underarter finns listade i Catalogue of Life.